# Cynthia Nixon
Cynthia Nixon (New York, 9 april 1966) is een Amerikaanse actrice.

## Leven en carrière
Cynthia Ellen Nixon bezocht de Hunter College High School in New York om vervolgens te beginnen aan een opleiding aan Barnard College. Ze is vooral bekend geworden als advocate Miranda Hobbes in de tv-komedie Sex and the City. Sinds 1980 heeft ze in verschillende Broadway-producties gespeeld, waaronder The Last Night of Ballyhoo, Indiscretions, Angels in America, The Heidi Chronicles en The Women. Voor haar rol in Indiscretions was ze genomineerd voor een Tony Award in 1995, maar ze ontving er pas één in 2006 voor Best Leading Actress in a Play. Daarnaast won ze ook een Theatre World Award voor haar rol in Philadelphia World en een Los Angeles Drama Critics Award voor haar rol als Honey in Edward Albees Who's Afraid of Virginia Woolf?. In 1980 maakte Nixon ook haar filmdebuut in de film Little Darlings. Sindsdien is ze er altijd in geslaagd om haar succesvolle theatercarrière te combineren met haar filmwerk. Ze speelde onder meer in Igby Goes Down, Amadeus, Prince of the City, Baby's Day Out, The Pelican Brief, Marvin's Room en The Out-of-Towners. Haar rol in Sex and the City leverde Nixon drie Golden Globes-nominaties en een Emmy Award in 2004 op.
Vanaf 1988 was Nixon samen met haar jeugdliefde, die Engelse taalkunde doceerde en fotograaf was. Samen hebben ze twee kinderen: een zoon Samuel (geboren in 1996) en een zoon (geboren in 2002). Het koppel ging in 2003 echter uit elkaar. In 2004 maakte Nixon bekend dat ze een relatie had met een vrouw, daags na het winnen van haar Emmy Award. Haar vriendin kreeg in februari 2011 een zoon. Op 27 mei 2012 trouwde het stel in New York, nadat ze al ruim drie jaar verloofd waren geweest.
In 2018 stelde ze zichzelf verkiesbaar voor Gouverneur van New York.

## Film- en tv-werk
- The Gilded Age (2022) (tv)
- Ratched (2020)
- A Quiet Passion (2016)
- Stockholm, Pennsylvania (2015)
- Ruth & Alex (2014)
- Rampart (2011)
- Too Big to Fail (televisiefilm, 2011)
- Sex and the City 2 (2010)
- An Englishman in New York (2009), met John Hurt
- Lymelife (2009)
- Sex and the City (2008)
- House, M.D.: Deception(2005) (tv)
- Little Manhattan(2005)
- One Last Thing... (2005)
- Warm Springs (2005) (tv)
- ER: Alone in a Crowd (2005) (tv)
- Tanner on Tanner (2004) (tv)
- The Paper Mache Chase (2003)
- Stage on Screen: The Women (2002) (tv)
- Igby Goes Down (2002)
- Papa's Angels (2000) (tv)
- The Out-of-Towners (1999)
- Advice From a Caterpillar (1999)
- Sex and the City (1998) (tv)
- Marvin's Room (1996)
- The Cottonwood (1996)
- Baby's Day Out (1994)
- The Pelican Brief (1993)
- Addams Family Values (1993)
- Face of a Stranger (1991) (tv)
- Love, Lives and Murder (1991) (tv)
- The Love She Sought (1990) (tv)
- Women & Wallace (1990) (tv)
- Gideon Oliver: SleepWell, Professor Gideon (1989) (tv)
- Let It Ride (1989)
- The Murder of Mary Phagan (1988) (tv)
- Tanner '88 (1988) (tv)
- The Manhattan Project (1986)
- O.C. & Stiggs (1985)
- Amadeus (1984)
- I Am the Cheese (1983)
- Fifth of July (1982) (tv)
- My Body, My Child (1982) (tv)
- The Secret Adventures of Tom Sawyer and Huck Finn (1982) (tv)
- Prince of the City (1981)
- Tattoo (1981)
- Little Darlings (1980)
- Private History of a Campaign That Failed (1980) (tv)